# Schidlof gyakorlati módszere
A Schidlof gyakorlati módszere világnyelvek magánúton való tanulására – 1000 szó (németül: Schidlof’s Sprechsystem “Praxis” zum Selbststudium fremder Sprache – 1000 Worte-System) egy, a Berthold Schidlof (1870–1961?) osztrák szerző által alapított, 1908-tól megjelentetett könyvsorozat. Az olaszul és más nyelveken is megjelent könyvsorozat magyar nyelvű változatát Altai Rezső és Honti Rezső alapította, melyek kötetei Schenk Ferenc könyvkiadójánál, illetve a Lingua Kiadónál jelentek meg. Schenk később egy nagyon hasonló nyelvkönyvsorozatot alapított Schenk gyakorlati módszere címen, amelynek köteteit részben szintén az Altai–Honti szerzőpáros jegyezte. A sorozat kereteiben kiadott, egyenként általában egy keményborítású füzetgyűjtő mappából és tíz darab füzetből álló, összesen körülbelül 300 oldalas kötetekből alapvető nyelvi tudást lehetett elsajátítani autodidakta módon.

## Kiadványok

### Nyelvkönyvek
| Cím     | Szerző(k)                   | Megjelenés éve | Oldalszám |
| ------- | --------------------------- | -------------- | --------- |
| Német   | Altai Rezső                 | 1908           | 320       |
| Spanyol | Altai Rezső                 | ?              | 336       |
| Francia | Honti Rezső                 | 1913           | 352       |
| Angol   | Germanus Gyula, Latzkó Hugó | 1911           | 334       |
| Olasz   | Honti Rezső                 | ?              | 304       |

### Schidlof gyakorlati módszerének zsebszótára
| Cím                                         | Szerző         | Megjelenés éve | Oldalszám |
| ------------------------------------------- | -------------- | -------------- | --------- |
| német teljes (német–magyar és magyar–német) | Altai Rezső    | 1912           | 252       |
| magyar–angol                                | Germanus Gyula | 1913           | 125       |
| angol teljes (angol–magyar és magyar–angol) | Germanus Gyula |                | 249       |